# 佛教電子佛典基金會
佛教電子佛典基金會（Comprehensive Buddhist Electronic Text Archive Foundation），簡稱CBETA或電子佛典基金會，舊稱中華電子佛典協會。於1998年成立，成立目的是建立可文字資訊檢索的數位化佛典文本，保存與推廣佛典供宗教界、學術界和一般大眾以非營利方式免費使用。
CBETA不隸屬於任何特定佛教宗派團體與組織，自成立後由法鼓山釋惠敏擔任負責人至今。

## 歷史

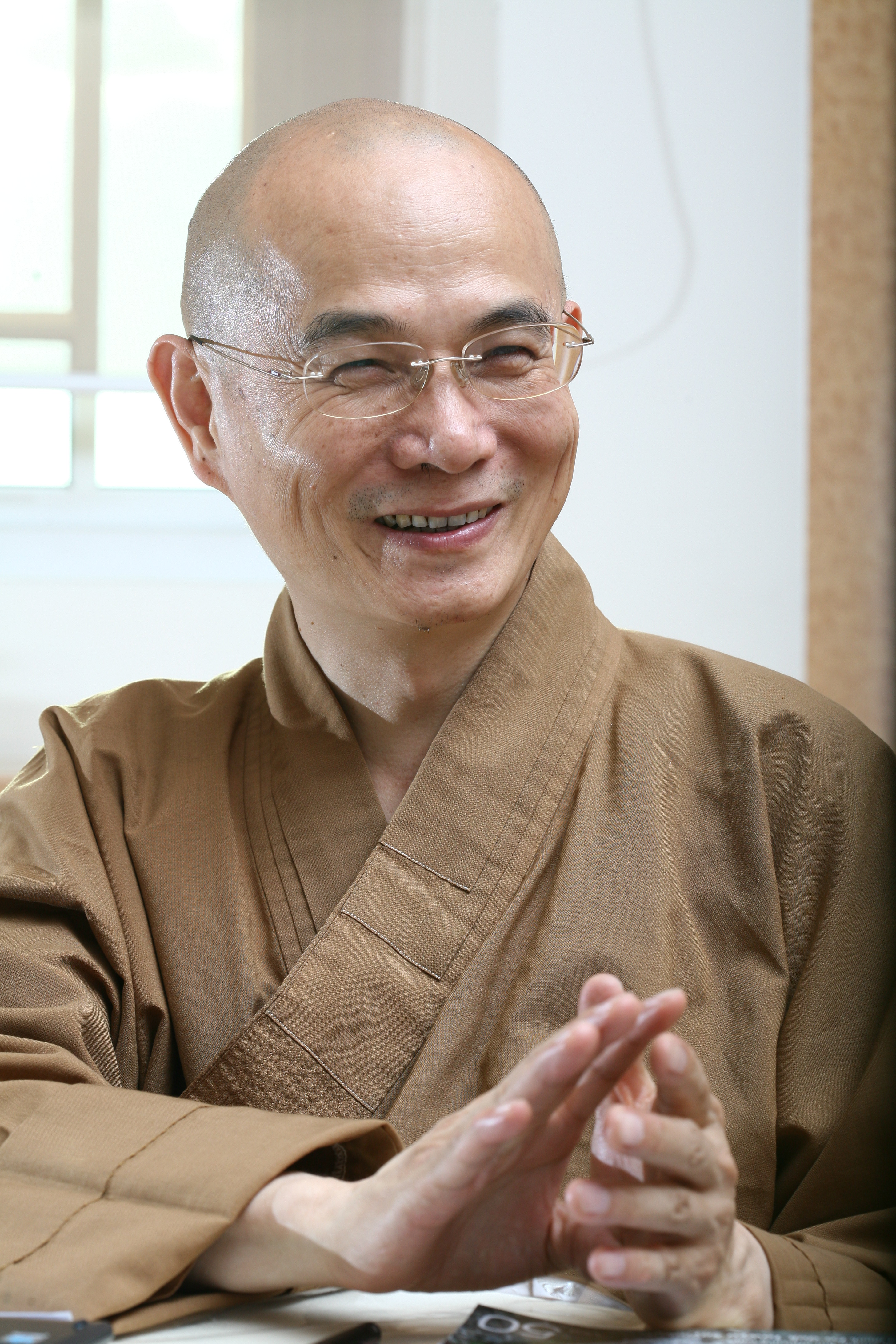
釋惠敏

1997年10月，國立台灣大學哲學系教授和佛學研究中心主任釋恆清（該中心於1995年建置「佛學網路資料庫」，後來成為台大佛學數位圖書館）獲蕭鎮國居士免費贈予二十五冊中文資訊交換碼《大正藏》電子稿，並在隔年從美國印順導師基金會募得美金一百萬元，作為《大正藏》數位化的經費。釋恆清教授向佛教界從事佛教文獻數位化的團體及個人發出邀請，於1998年2月15日成立中華電子佛典協會，由釋惠敏擔任主任委員，釋厚觀為副主任委員，中華佛學研究所杜正民任總幹事，釋恆清任常務監事。該會所在地最初在臺北市中山區慧日講堂，2002年遷入北市北投區法鼓山中華佛教文化館，2013年遷至北市中正區法鼓德貴學苑（法鼓文理學院推廣教育中心）。
為了解決佛典數位化的版權問題，CBETA與日本「大藏出版株式會社」洽商，於1998年9月30日獲得授權並簽約。開始進行佛典數位化的文字輸入，以標準通用標記式語言與可延伸標記式語言處理，並符合文本編碼規範。1999年1月，釋惠敏於國際電子佛典推進協議會（EBTI）發表「CBETA and Taisho Tripitaka Project」一文，使CBETA步入國際舞台。
CBETA在2000年與佛陀教育基金會簽約獲得長期贊助，其成立和運作也得到法鼓山中華佛學研究所和法鼓文理學院的長期支援。《大正藏》的數位化於2003年完成，同年又獲得新加坡華僑黃淑玲夫婦及一位隱名的賴姓大德全額贊助，還有「西蓮教育基金會」的參與，開始進行《卍新纂續藏經》的數位化工作，2007年完成。
目前，CBETA總共開發了兩套閱藏系統，單機版 CBReader和網路版 CBETA Online，並提供電子書格式下載。逐步收錄三套《大藏經》（《大正藏》、《卍續藏》、《南傳大藏經》）、敦煌寫本、國家圖書館善本，及現代佛教新編文獻，包括近人編纂的《藏外佛教文獻》、《大藏經補編》、印順法師佛學著作集、呂澂佛學著作集、太虛大師全書、弘一法師著作等。

### 成立基金會
中華電子佛典協會原為任務編組的非法人團體，先後委由菩提教育基金會（1998.02.15~2001.01.31） 和西蓮教育基金會（2001.02.01~2023.08.06）協助財務與行政管理事務。2021年，主任委員釋惠敏提出籌備成立財團法人，讓CBETA電子佛典能永續發展，繼而由法鼓山佛教基金會捐資1300萬、西蓮淨苑捐資500萬、靜思人文志業捐資400萬以及其他捐助共新台幣3000萬元整，於2023年4月8日召開捐助人籌備會議與第一屆董事會，推選釋惠敏為董事長，洪振洲董事兼任執行長。2023年8月7日轉型為基金會並更名為佛教電子佛典基金會。

## 外部連結
- 電子佛典基金會首頁 （页面存档备份，存于）

1. 1 2  .   [2024-02-03]. （原始内容存档于2024-02-26）.
2. ↑  . CBETA.   [2024-01-21]. （原始内容存档于2024-05-15）.